# Amastus ambrosia
Amastus ambrosia är en fjärilsart som beskrevs av Druce 1890. Amastus ambrosia ingår i släktet Amastus och familjen björnspinnare. Inga underarter finns listade i Catalogue of Life.